# Valea Ursului, Iași
Valea Ursului este un sat în comuna Miroslava din județul Iași, Moldova, România.

## Geografie
Valea Ursului este situat la 4 km sud-vest de centrul comunei.

## Istoric
Satul este atestat din 1864.

## Monumente istorice
- Fortificația de pământ de la Valea Ursului - „Cetățuia” (sec. II - III p. Chr., Epoca romană); cod LMI IS-I-s-B-03680
- Așezare (Hallstatt); cod IS-I-s-B-03681

## Transport
- DJ248A